# 复兴运动博物馆 (米兰)
复兴运动博物馆 (Museo del Risorgimento), 位于意大利米兰的18世纪宫殿莫里吉亚宫（Palazzo Moriggia）, 收藏与意大利统一历史有关的物品和艺术品，从1796年拿破仑的第一次意大利战役，到1870年攻占罗马。米兰城在这个过程中发挥了关键作用，特别是1848年反抗奥地利的米兰五日起义。
博物馆成立于1885年。自1951年以来在现址。

## 画廊

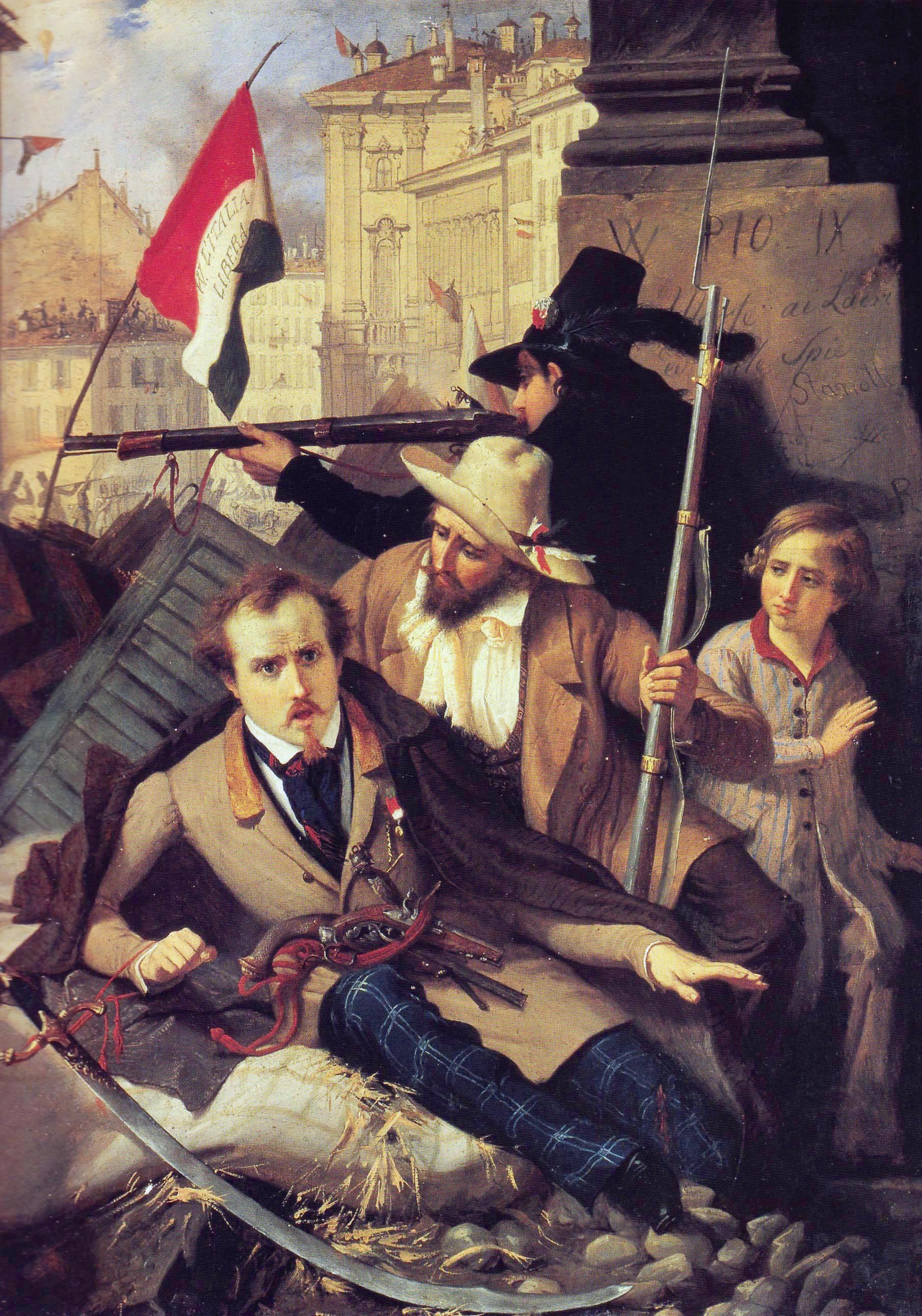
米兰五日（在利塔宫战斗），巴尔达萨雷·维拉齐
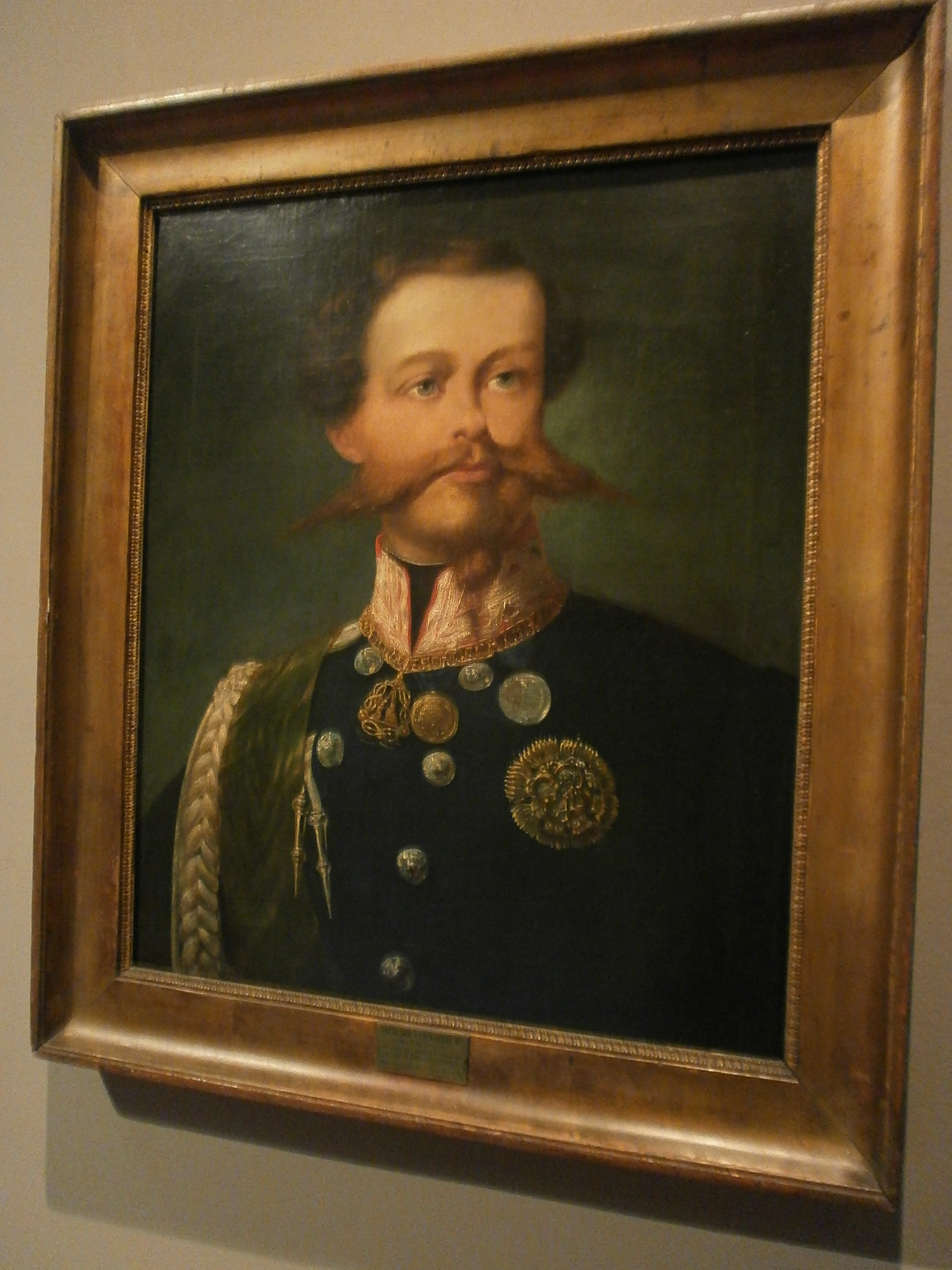
Vittorio Emanuele Duca di Savoia,Gerolamo Induno, 1850.
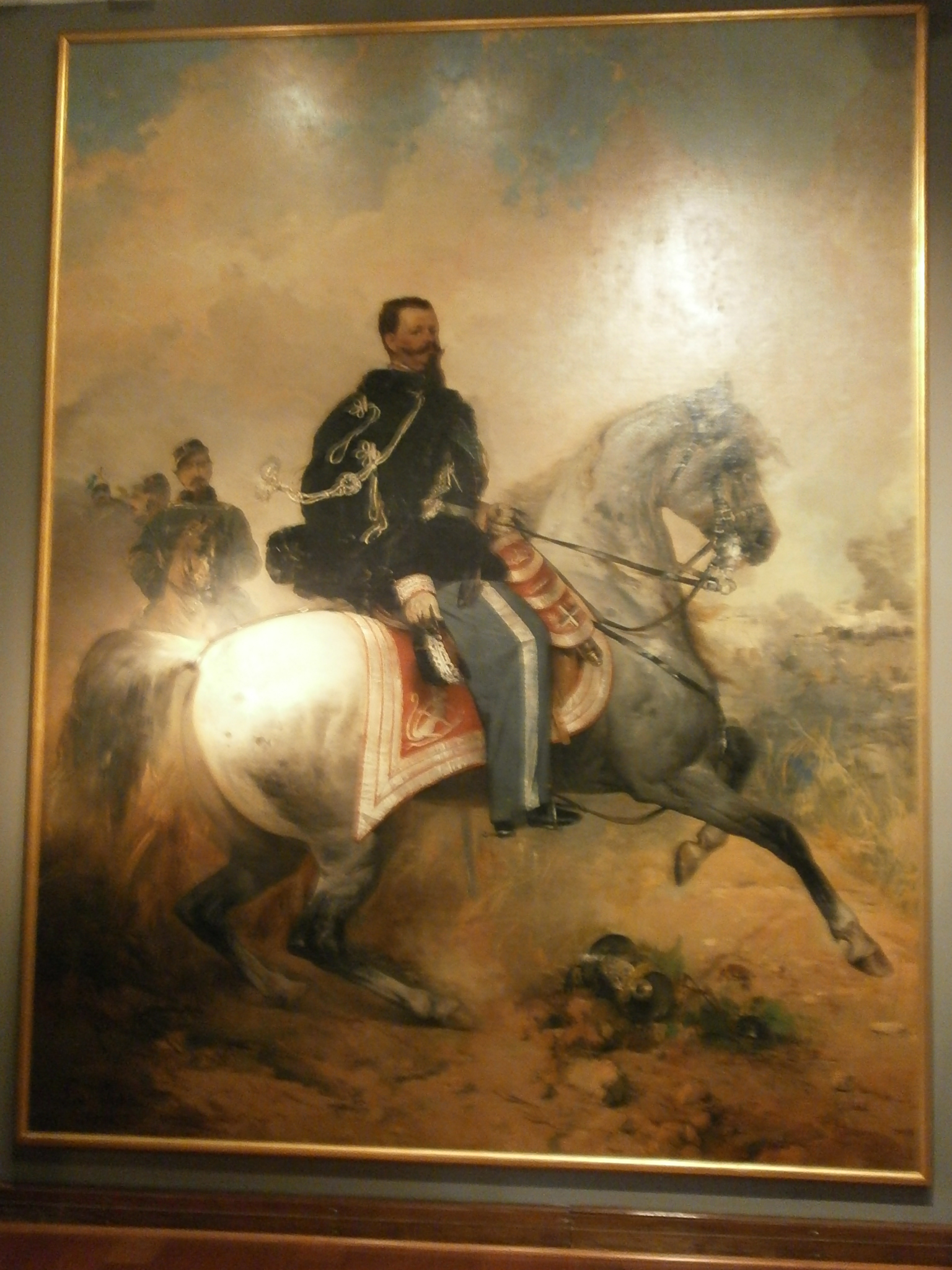
维托里奥·埃马努埃莱二世 on horse, Gerolamo Induno, 1861.
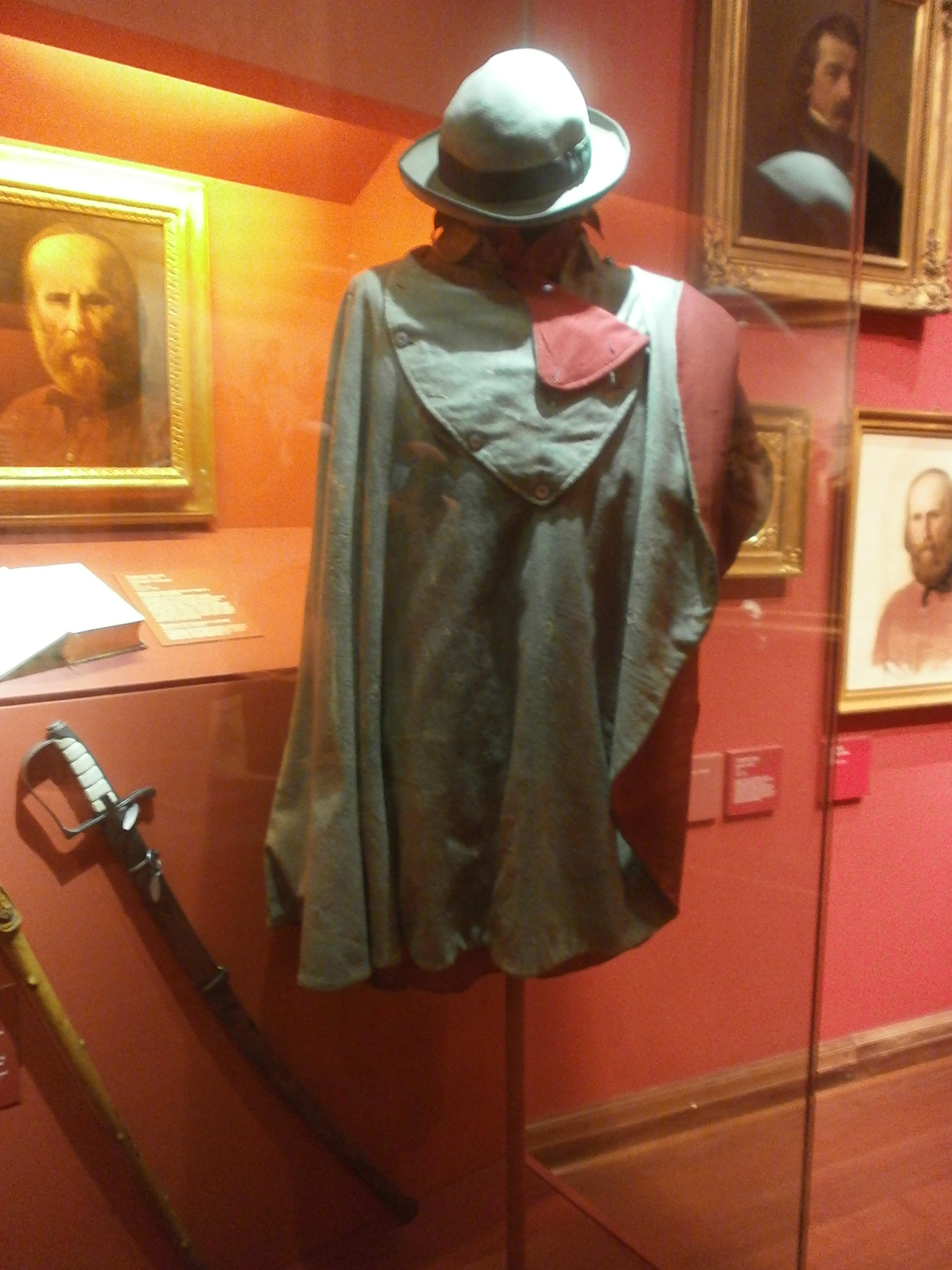
Poncho and red shirt of Giuseppe Garibaldi.
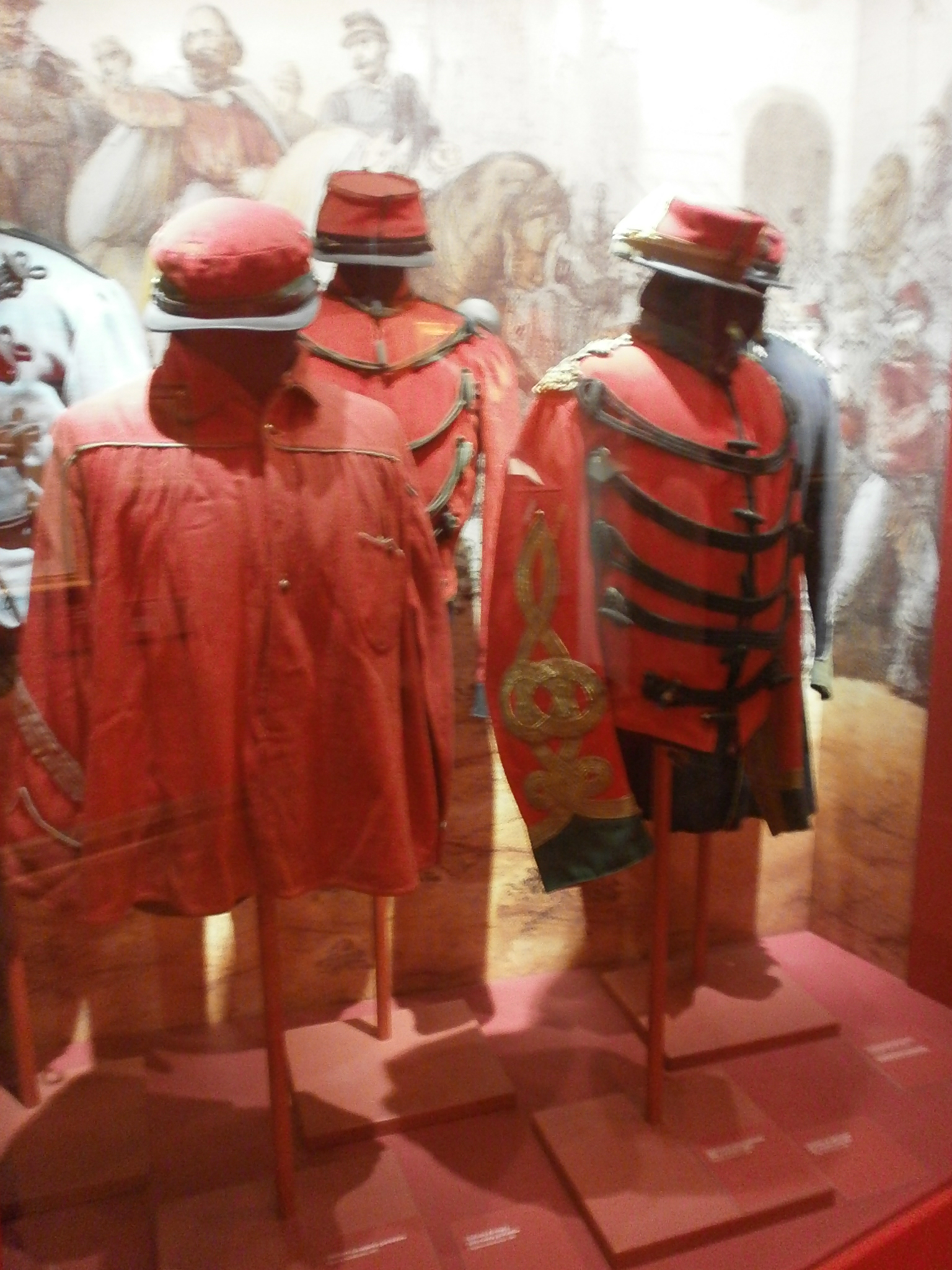
Uniforms of the garibaldines.
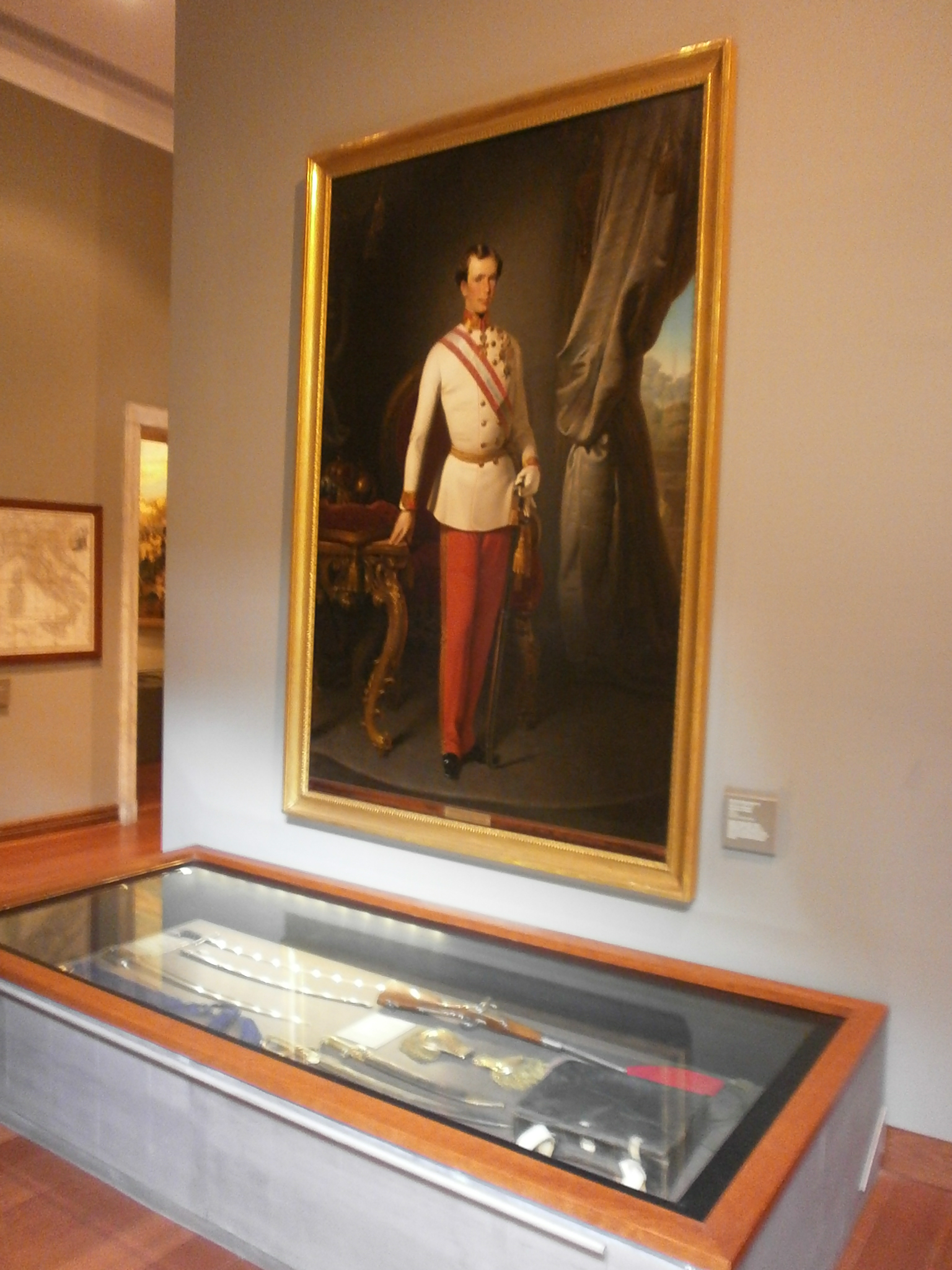
弗朗茨·约瑟夫一世, Francesco Hayez, 1852.
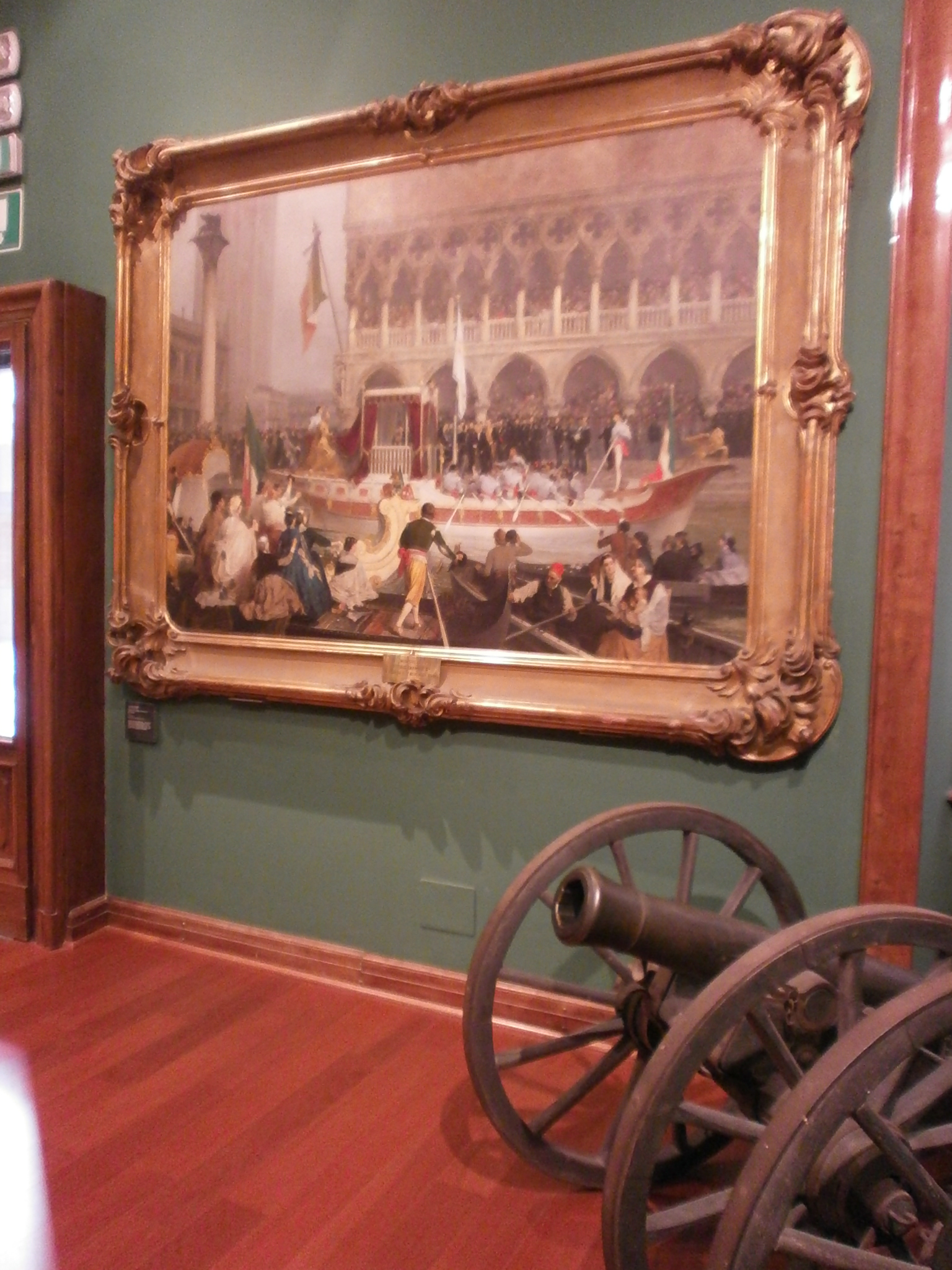
Entry of Vittorio Emanuele II in Venice, Gerolamo Induno, 1866.